# Luis Sáenz Peña
Luis Sáenz Peña Davila (2. dubna 1822 Buenos Aires – 4. prosince 1907 Buenos Aires) byl argentinský politik a právník. V roce 1892 se stal 7. prezidentem Argentinské republiky. Vzhledem k různým státním zřízením Argentiny v minulosti je považován za 12. prezidenta země. Před tím působil jako soudce na různých soudech.

## Život
Narodil se v Buenos Aires, vystudoval právo na Univerzitě v Buenos Aires. V roce 1882 se stal soudcem Nejvyššího soudu Provincie Buenos Aires, později působil také jako prezident Banky Provincie Buenos Aires. V roce 1890 se stal soudcem Nejvyššího soudu Argentiny. O rok později byl vybrán bývalým prezidentem Juliem Argentino Rocou jako kompromisní kandidát na prezidenta. Jeho kandidaturu nakonec podpořil i další bývalý prezident Bartolomé Mitre, protože se obával vítězství kandidáta levicové strany Radikální občanská unie. Prezidentské volby v roce 1892 nakonec vyhrál a v říjnu převzal úřad prezidenta.
Země byla stále ve složité situaci po velké ekonomické krizi, kterou už ale začal úspěšně řešit předchozí prezident Carlos Pellegrini. Také Sáenz Peña pokračoval v započatých úsporných opatřeních a v roce 1893 již byla krize překonána. Během jeho vlády se podařilo spojit železnicí všechna hlavní města argentinských provincií kromě jednoho. Na tomto však neměl prezident až tak velkou zásluhu, protože těžil z opatření svého předchůdce. Noviny prezidenta často kritizovaly, kvůli čemuž začal pravidelně měnit ministry ve vládě. To přineslo velkou nestabilitu a panovaly pochybnosti o schopnosti Sáenze Peñi vykonávat funkci prezidenta. Hrozila dokonce ozbrojená revolta proti vládě, na síle získávala opoziční Radikální občanská unie, která dokonce dokázala vyhrát volby v provincii Buenos Aires. Kontrolu nad vládou postupně zcela převzali bývalí prezidenti Roca a Pellegrini, kteří přesvědčili všechny ministry, aby podali v polovině ledna 1895 demisi. V bezvýchodné situaci tak prezident Sáenz Peña též o několik dní později rezignoval. Novým prezidentem se stal dosavadní viceprezident José Evaristo Uriburu. Po odchodu z úřadu se Sáenz Peña stáhl z politického života, v roce 1907 zemřel v Buenos Aires, kde je i pohřben. V roce 1910 se prezidentem Argentiny stal jeho syn Roque Sáenz Peña.